# Gasterosteidae
 (janvier 2015).
Si vous disposez d'ouvrages ou d'articles de référence ou si vous connaissez des sites web de qualité traitant du thème abordé ici, merci de compléter l'article en donnant les références utiles à sa vérifiabilité et en les liant à la section « Notes et références ».
Famille
Les Gasterosteidae ou, couramment, épinoches, sont une famille de poissons osseux de l'ordre des Gasterosteiformes.
Elle compte 16 espèces (ou, selon certains auteurs, 7 espèces) réparties en 5 genres.
Leur nom commun provient de la présence d'épines dorsales dures et acérées qui les protègent de certains prédateurs.

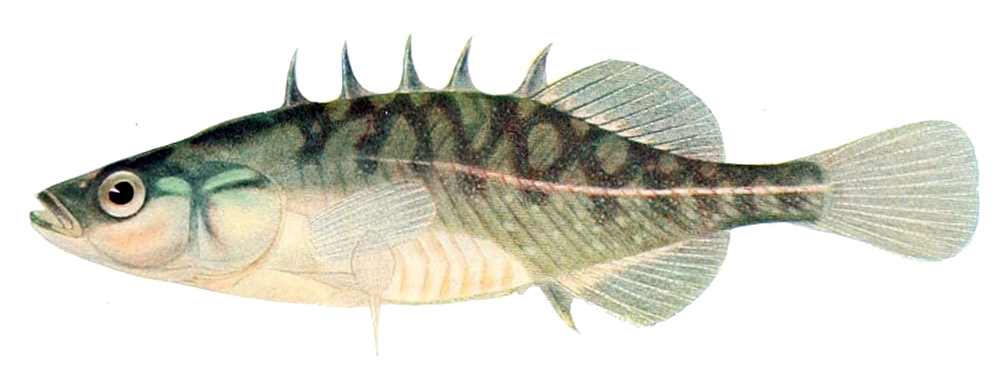
Culaea inconstans (1908)

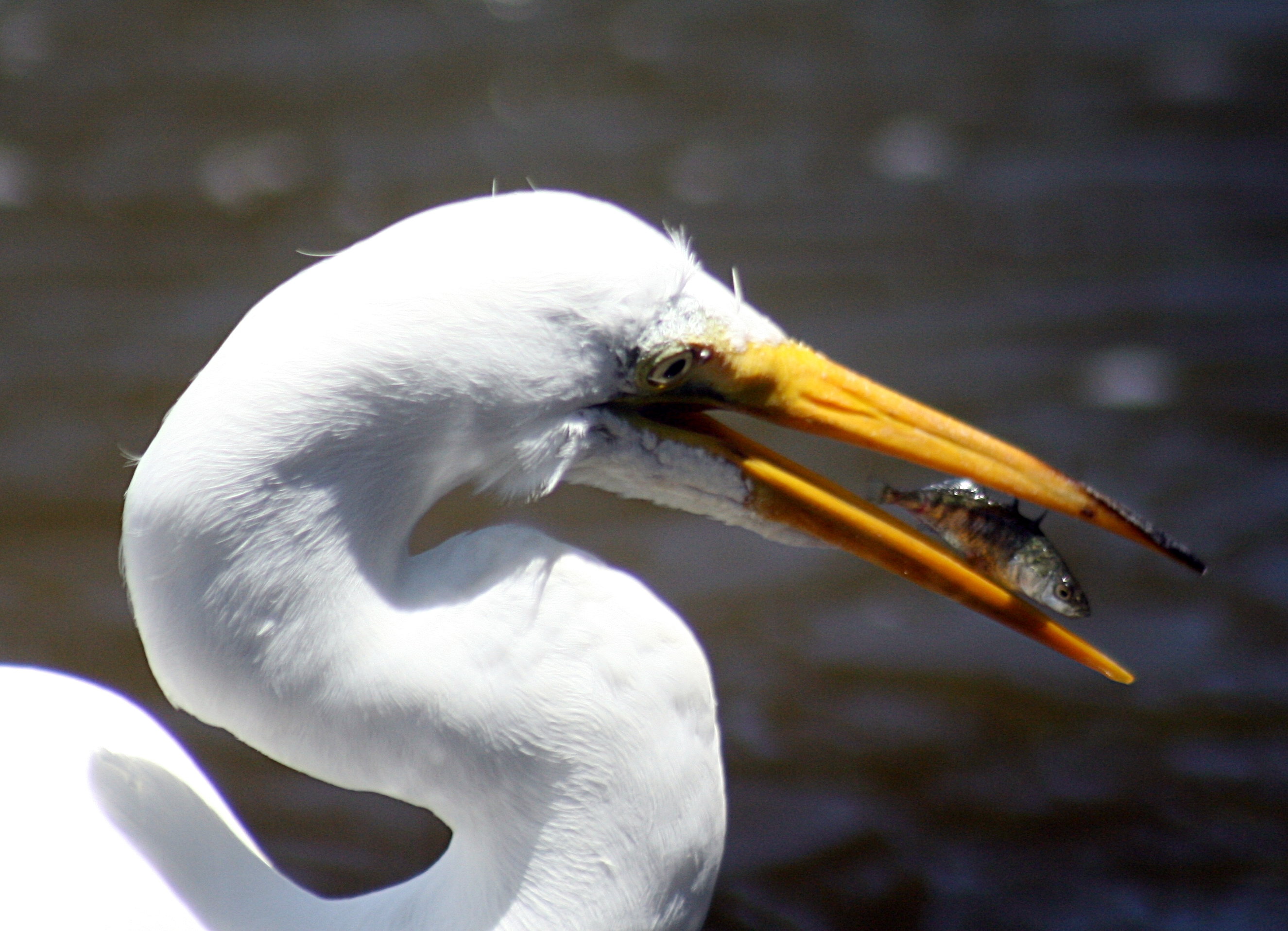
Les épines de la nageoire dorsale de cette épinoche la protègent de nombreux prédateurs, mais cette aigrette pourra la retourner et l'avaler.

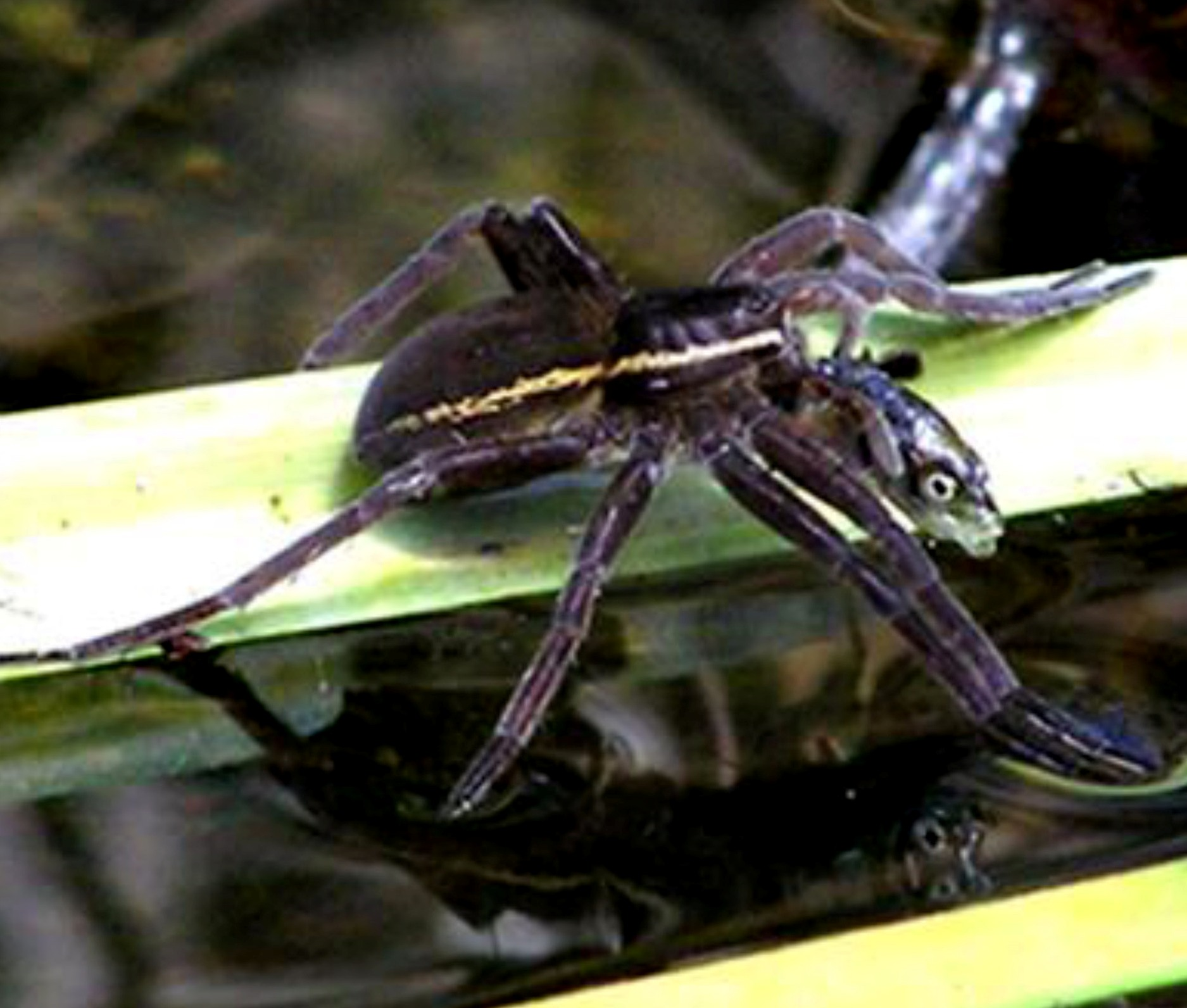
Araignée semi-aquatique (Dolomedes plantarius) en train de manger une épinoche (photo prise dans une tourbière anglaise d'une réserve naturelle "Redgrave and Lopham Fen National Nature Reserve" dans l'East Anglia)

## Milieu de vie
L'épinoche effectue de petites migrations entre les eaux marines, saumâtres et douces.
Une même espèce peut comprendre des individus vivant dans les trois types de milieux. Les individus marins remontent les fleuves pour la reproduction, qui a toujours lieu en eau douce.

## Reproduction
Lors du frai, de mars à juillet, le mâle de Gasterosteus aculeatus se pare de couleurs vives (dos vert et ventre rouge).
Il construit un nid au centre de son territoire et à l'aide de débris végétaux aquatiques cimentées par une substance produite par ses reins. Il effectue une parade au cours de laquelle il exhibe son ventre rouge afin d'attirer la femelle pour qu'elle ponde dans son nid plusieurs centaines d'ovules (entre 100 et 400) qu'il féconde ensuite. Le mâle protège son nid et ses petits contre les intrus.
L'incubation dure 4 à 10 jours.

## Prédation
Les épines de l'épinoche la protègent de nombreux prédateurs. Elle est toutefois la proie des brochets, des hérons ou des aigrettes, ainsi que de certaines araignées ichtyophages semi-aquatiques.

## Liste des genres
- Apeltes DeKay, 1842
- Culaea Whitley, 1950
- Gasterosteus Linnaeus, 1758
- Pungitius Coste, 1848
- Spinachia Cuvier, 1816

## Liste des espèces
Le nombre d'espèces reconnues varie fortement selon les auteurs. En effet, il existe chez Gasterosteus aculeatus et chez Pungitius pungitius des clades génétiques très marqués. Au sein de ces clades, des variations morphologiques et comportementales (notamment liées à la reproduction) font que, selon le concept d'espèce choisi, certaines populations, même très réduites en nombre d'individus et en répartition géographique, peuvent être considérées en tant que telles. Ceci a conduit certains auteurs à décrire plus de 200 espèces dans le seul genre Gasterosteus.
Selon[réf. nécessaire] :
- genre Apeltes DeKay, 1842
  - Apeltes quadracus (Mitchill, 1815) — Épinoche à quatre épines
- genre Culaea Whitley, 1950
  - Culaea inconstans (Kirtland, 1841) — Épinoche de Brook
- genre Gasterosteus Linnaeus, 1758
  - Gasterosteus aculeatus (Linnaeus, 1758) - Épinoche
    - Gasterosteus aculeatus aculeatus Linnaeus, 1758 — Épinoche à trois épines
    - Gasterosteus aculeatus santaeannae Regan, 1909 — Épinoche de Santa Anna

  - Gasterosteus aculeatus williamsoni Girard, 1854 — Épinoche à trois épines
  - Gasterosteus crenobiontus Bacescu & Mayer, 1956
  - Gasterosteus microcephalus Girard, 1854
  - Gasterosteus wheatlandi Putnam, 1867 — Épinoche tachetée
- genre Pungitius Coste, 1848
  - Pungitius hellenicus Stephanidis, 1971
  - Pungitius kaibarae (Tanaka, 1915)
  - Pungitius laevis (Cuvier, 1829) — Épinochette à queue lisse
  - Pungitius platygaster (Kessler, 1859) — Epinochette du Sud
  - Pungitius pungitius (Linnaeus, 1758) — Épinochette ou petite épinoche ou épinoche à neuf épines
  - Pungitius sinensis (Guichenot, 1869) — Épinochette de l’Amour
  - Pungitius tymensis (Nikolskii, 1889) — Épinochette de Sakhaline
- genre Spinachia Cuvier, 1816
  - Spinachia spinachia (Linnaeus, 1758) — Épinoche de mer